# Oruchuban Ebichu
Oruchuban Ebichu (おるちゅばんエビちゅ, lit. Ebichu Minds the House) é uma franquia de mangás escrita e ilustrada por Risa Itõ (伊藤理佐) que foi publicado por Futabasha. Mais tarde, tornou-se um anime produzido pela Gainax, e animado pelo Group TAC. Ele foi exibido pela primeira vez com seis episódios de oito minutos em 1999 como uma parte do show Modern Love's Silliness. Ebichu é um mangá adulto, e contém cenas de violência explícita, innuendo e relações sexuais podendo ser apenas exibidas pela DirecTV no Japão. A versão sem censuras da série só é encontrada em DVD. A franquia é feita com um estilo de arte simples, e seu conteúdo sexual tem pequenas cenas de comédia, o que agrada seus fãs.